# Thác Mơ (Phú Lộc)
Thác Mơ là thác ở vùng đất xã Hương Phú, huyện Phú Lộc, thành phố Huế, Việt Nam.
Thác Mơ Nam Đông được một số văn liệu quảng bá du lịch gọi là Thác Mơ Huế. Thác nằm trên khe Vũng Tròn ở thôn Xuân Phú xã Hương Phú. Thác gồm có 6 tầng, mỗi tầng có một vẻ đẹp riêng. Càng lên tầng cao thì nước càng trong xanh hơn, cảnh quan hùng vĩ hơn, mát và cũng khó đi hơn. Vùng thác đã được tổ chức thành khu du lịch sinh thái Thác Mơ, có đường đến chân thác, và được UBND tỉnh Thừa Thiên Huế công nhận là điểm du lịch theo Quyết định số 257/QĐ-UBND ban hành ngày 21/01/2020.

## Vị trí
Thác ở cách cầu Xuân Phú 16°12′15″B 107°43′24″Đ / 16,204181°B 107,723201°Đ trên Đường tỉnh 14B cỡ 2 km. Từ cầu có đường đi men theo khe Vũng Tròn lên thác. Cầu ở cách trung tâm thị trấn Khe Tre cỡ 4 km hướng bắc. Thác cách thành phố Huế khoảng 45 km, và cách Đà Nẵng chừng 90 km theo Đường tỉnh này.
Do ở gần đường và thị trấn Khe Tre, du lịch thăm thác thuận lợi cho các chuyến trong ngày. Cùng với thác có các điểm dừng chân ngắm cảnh trên Đường tỉnh 14B là Đèo La Hi

## Khe Vũng Tròn
Khe Vũng Tròn là dòng suối nhỏ, bắt nguồn từ sườn phía tây của Núi Động Truồi, với đỉnh núi cao 1059 m 16°14′14″B 107°44′45″Đ / 16,237355°B 107,745743°Đ trên ranh giới với huyện Phú Lộc.
Suối chảy uốn lượn về hướng nam, đến thị trấn Khe Tre thì đổ vào sông Tả Trạch 16°10′18″B 107°42′45″Đ / 16,171562°B 107,712573°Đ.